# Cesare Rubini
Cesare Rubini (2 de novembro de 1923 - 8 de fevereiro de 2011) foi um jogador e treinador de basquete e pólo aquático italiano.
Faleceu aos 87 anos de idade, devido às complicações de uma pneumonia.